# رونالدو شاكون
رونالدو شاكون (بالإسبانية: Ronaldo Chacón) هو لاعب كرة قدم فنزويلي في مركز الهجوم، ولد في 18 فبراير 1998 في سان كريستوبال في فنزويلا. لعب مع نادي كاراكاس.

## وصلات خارجية
- رونالدو شاكون على موقع قاعدة بيانات كرة القدم.إي يو (الإنجليزية)
- رونالدو شاكون على موقع Soccerway.com (الإنجليزية)
- رونالدو شاكون على موقع AS.com (الإسبانية)